# Beverly Bowes
Pour les articles homonymes, voir Bowes.
Beverly Bowes (née le 9 septembre 1965) est une joueuse de tennis américaine, professionnelle du milieu des années 1980 à 1995. Elle est aussi connue sous son nom de femme mariée, Beverly Bowes-Hackney.
Par deux fois, elle a joué le troisième tour dans une épreuve du Grand Chelem : à l'US Open en 1986 et à l'Open d'Australie en 1987, respectivement battue par Janine Thompson et Steffi Graf.
Beverly Bowes n'a remporté aucun tournoi WTA pendant sa carrière, échouant toutefois en finale du simple dames à Nashville face à sa compatriote Susan Sloane.

## Palmarès

### Titre en simple dames
Aucun

### Finale en simple dames
| No | Date       | Nom et lieu du tournoi     | Catégorie | Dotation  | Surface    | Vainqueure   | Score    |          |
| -- | ---------- | -------------------------- | --------- | --------- | ---------- | ------------ | -------- | -------- |
| 1  | 17/10/1988 | VS of Nashville, Nashville | Tier V    | 100 000 $ | Dur (int.) | Susan Sloane | 6-3, 6-2 | Parcours |

### Titre en double dames
Aucun

### Finale en double dames
| No | Date       | Nom et lieu du tournoi          | Catégorie | Dotation | Surface    | Vainqueures                  | Partenaire | Score    |          |
| -- | ---------- | ------------------------------- | --------- | -------- | ---------- | ---------------------------- | ---------- | -------- | -------- |
| 1  | 26/10/1987 | VS of Indianapolis Indianapolis |           | 75 000 $ | Dur (int.) | Jenny Byrne Michelle Jaggard | Hu Na      | 6-2, 6-3 | Parcours |

## Parcours en Grand Chelem

### En simple dames
| Année | Open d'Australie (janvier) | Open d'Australie (janvier) | Internationaux de France | Internationaux de France | Wimbledon       | Wimbledon       | US Open         | US Open           | Open d'Australie (décembre) | Open d'Australie (décembre) |
| ----- | -------------------------- | -------------------------- | ------------------------ | ------------------------ | --------------- | --------------- | --------------- | ----------------- | --------------------------- | --------------------------- |
| 1983  | n/a                        | n/a                        | -                        | -                        | 1er tour (1/64) | Sylvia Hanika   | 1er tour (1/64) | Raffaella Reggi   | -                           | -                           |
| 1984  | n/a                        | n/a                        | -                        | -                        | -               | -               | 1er tour (1/64) | Pam Shriver       | -                           | -                           |
| 1985  | n/a                        | n/a                        | -                        | -                        | -               | -               | 2e tour (1/32)  | Helena Suková     | -                           | -                           |
| 1986  | n/a                        | n/a                        | 1er tour (1/64)          | Andrea Holíková          | 1er tour (1/64) | Zina Garrison   | 3e tour (1/16)  | Steffi Graf       | n/a                         | n/a                         |
| 1987  | 3e tour (1/16)             | Janine Thompson            | 1er tour (1/64)          | Regina Maršíková         | 1er tour (1/64) | Raffaella Reggi | 1er tour (1/64) | Gabriela Sabatini | n/a                         | n/a                         |
| 1988  | 2e tour (1/32)             | Chris Evert                | -                        | -                        | -               | -               | 2e tour (1/32)  | Gabriela Sabatini | n/a                         | n/a                         |
| 1989  | 2e tour (1/32)             | Belinda Cordwell           | 1er tour (1/64)          | Andrea Temesvári         | 1er tour (1/64) | Martina Pawlik  | 2e tour (1/32)  | Anne Minter       | n/a                         | n/a                         |
| 1990  | 1er tour (1/64)            | Etsuko Inoue               | 1er tour (1/64)          | Natalia Medvedeva        | -               | -               | 1er tour (1/64) | Maria Strandlund  | n/a                         | n/a                         |
| 1991  | 1er tour (1/64)            | Patricia Hy                | 1er tour (1/64)          | Sabine Appelmans         | -               | -               | -               | -                 | n/a                         | n/a                         |
| 1992  | -                          | -                          | 2e tour (1/32)           | Linda Ferrando           | 1er tour (1/64) | Laura Arraya    | -               | -                 | n/a                         | n/a                         |
| 1993  | 1er tour (1/64)            | Mary Joe Fernández         | -                        | -                        | 1er tour (1/64) | Louise Field    | -               | -                 | n/a                         | n/a                         |

À droite du résultat, l’ultime adversaire.

### En double dames
| Année | Open d'Australie              | Open d'Australie           | Internationaux de France    | Internationaux de France   | Wimbledon                     | Wimbledon               | US Open                      | US Open                   |
| ----- | ----------------------------- | -------------------------- | --------------------------- | -------------------------- | ----------------------------- | ----------------------- | ---------------------------- | ------------------------- |
| 1987  | -                             | -                          | -                           | -                          | -                             | -                       | 1er tour (1/32) B. Gadusek   | Terry Phelps R. Reggi     |
| 1988  | 1er tour (1/32) R. Zrubáková  | Patty Fendick Hetherington | -                           | -                          | -                             | -                       | 2e tour (1/16) M. Werdel     | R. Fairbank S. Rehe       |
| 1989  | 1er tour (1/32) Sandy Collins | Jo-Anne Faull R. McQuillan | 2e tour (1/16) Louise Allen | Elise Burgin H. Mandlíková | -                             | -                       | 1er tour (1/32) Louise Allen | Jo Durie Kathy Rinaldi    |
| 1990  | 1er tour (1/32) Ann Grossman  | Katrina Adams Lori McNeil  | 2e tour (1/16) M. Werdel    | R. Kordová A. Temesvári    | -                             | -                       | -                            | -                         |
| 1991  | 1er tour (1/32) S. Stafford   | Elise Burgin R. Fairbank   | -                           | -                          | -                             | -                       | -                            | -                         |
| 1992  | -                             | -                          | 1er tour (1/32) J. Emmons   | A. Dechaume Julie Halard   | 1er tour (1/32) T. Whitlinger | G. Fernández N. Zvereva | -                            | -                         |
| 1993  | 2e tour (1/16) Whittington    | C. Martínez A. Sánchez     | -                           | -                          | -                             | -                       | 1er tour (1/32) P. O'Reilly  | Louise Field K. Kschwendt |

Sous le résultat, la partenaire ; à droite, l’ultime équipe adverse.

### En double mixte
| Année | Open d'Australie | Open d'Australie | Internationaux de France      | Internationaux de France   | Wimbledon | Wimbledon | US Open                    | US Open                  |
| ----- | ---------------- | ---------------- | ----------------------------- | -------------------------- | --------- | --------- | -------------------------- | ------------------------ |
| 1987  | -                | -                | -                             | -                          | -         | -         | 1er tour (1/16) D. Ralston | Mercedes Paz F. González |
| 1990  | -                | -                | 1er tour (1/32) Stefan Kruger | Katrina Adams Roger Smith  | -         | -         | -                          | -                        |
| 1992  | -                | -                | 1er tour (1/32) Brad Pearce   | Jo-Anne Faull Sven Salumaa | -         | -         | -                          | -                        |

Sous le résultat, le partenaire ; à droite, l’ultime équipe adverse.

## Classements WTA en fin de saison

### En simple
| Année | 1983 | 1984 | 1985 | 1986 | 1987 | 1988 | 1989 | 1990 | 1991 | 1992 | 1993 | 1994 | 1995 |
| Rang  | 99   | 161  | 111  | 100  | 75   | 62   | 101  | 150  | 156  | 111  | 130  | 419  | 561  |

Source : (en) « Classements de Beverly Bowes », sur le site officiel du WTA Tour

### En double
| Année | 1987 | 1988 | 1989 | 1990 | 1991 | 1992 | 1993 | 1994 | 1995 |
| Rang  | 108  | 99   | 146  | 185  | 152  | 113  | 109  | -    | 698  |

Source : (en) « Classements de Beverly Bowes », sur le site officiel du WTA Tour